# عبد الله حويل
عبد الله علي جابر حويل (1963) رجل أعمال وسياسي بحريني. عضو مجلس النواب منذ 2010.

## السيرة
ولد حويل في مدينة الرفاع الغربي في عام 1963. حصل على بكالوريوس إدارة أعمال في تخصص الموارد البشرية.
اتجه إلى الأعمال التجارية ويتولى أيضا مسئولية إدارة مسجد بن حويل واللجنة الخيرية التابعة له ومركز بن حويل لتحفيظ القرآن الكريم.
في انتخابات مجلس النواب لعام 2002 خسر مقعد الدائرة الثامنة في محافظة الوسطى بعدما جمع 1645 صوت ما نسبته 28.47%. وفي انتخابات عام 2006 خسر مقعد الدائرة الثانية في محافظة الجنوبية بعدما جمع 749 صوت ما نسبته 31.60%. وفي انتخابات عام 2010 فاز بمقعد الدائرة بعدما جمع 1194 صوت ما نسبته 52.40%. وفي انتخابات عام 2014 فاز بمقعد الدائرة السابعة في محافظة الجنوبية في جولة الإعادة بعدما جمع 3540 صوت ما نسبته 59.28%.